# Carlos Carvalho
Carlos Alberto Carvalho da Silva Júnior (Santaluz, Bahía, 15 de agosto de 1995), conocido como Carlos, es un futbolista brasilero que juega como delantero en el Al-Shabab Club de la Liga Profesional Saudí.

## Trayectoria
Carlos debutó como profesional el 10 de agosto de 2013 para Atlético Mineiro, el entrenador Cuca lo mandó al juego en el minuto 63 para enfrentar a Náutico en el Arena Pernambuco ante 20.000 espectadores, fue en la fecha 13 de la Serie A y empataron 0 a 0. Jugó su primer encuentro con 17 años y 360 días.
No fue considerado en el año 2013, estuvo en el banco de suplentes una vez más pero no ingresó y continuó su formación en las juveniles del club.
Para la temporada 2014, fue ascendido al primer equipo. Su primera competición del año fue el Campeonato Mineiro, el 8 de febrero, en la fecha 4, volvió a tener minutos con los profesionales luego de su debut, se enfrentaron a Tupi y perdieron 2 a 0.
Anotó su primer gol oficial el 1 de marzo de 2014, fue en el minuto 90 contra Villa Nova, conjunto al que derrotaron 4 a 1.
Finalizaron el Campeonato Mineiro en segundo lugar, tras perder en la final contra Cruzeiro. Carlos jugó 7 partidos y anotó 2 goles.
En la Serie A de 2014, tuvo más rodaje, estuvo presente en 22 partidos y convirtió 5 goles. Finalizaron en quinta posición.
A nivel nacional por la Copa de Brasil 2014, llegaron a la final, nuevamente su rival fue Cruzeiro, pero esta vez ganaron por un global de 3 a 0. Fue titular en los 7 partidos que jugó y anotó un gol.
En la temporada 2015, Carlos mantuvo su continuidad, esta vez jugó 14 partidos en el Campeonato Mineiro y anotó 3 goles. Nuevamente llegaron a la final, se midieron ante Caldense, equipo al que derrotaron por un global de 2 a 1.
Debutó internacionalmente el 19 de marzo, jugó como titular en la fase de grupos de la Copa Libertadores 2015 contra Independiente Santa Fe, estuvo los 90 minutos en cancha con la camiseta número 13 y ganaron 1 a 0. Llegaron hasta octavos de final, instancia en la que fueron eliminados por Internacional. Carlos participó en 5 encuentros y anotó un gol.
Estuvo presente en 22 partidos de la Serie A de 2015, anotó 3 goles y mejoraron su posición del año anterior, ya que culminaron en segundo lugar, tras Corinthians. No tuvo participación en la Copa de Brasil 2015.

## Selección nacional
Carlos fue convocado por Alexandre Gallo para jugar con Brasil el Campeonato Sudamericano Sub-20 de 2015. Debido a una molestia muscular, fue dado de baja y no pudo jugar con la selección.
Clasificaron a la Copa Mundial, pero no volvió a ser considerado.

## Estadísticas
Actualizado al 28 de agosto de 2016.
| Atlético Mineiro · Brasil                                                                                            | 1.ª           | 2013          | 1  | 0  | 0  | 0 | 0 | 0 | - | - | 1  | 0  |
| Atlético Mineiro · Brasil                                                                                            | 1.ª           | 2014          | 22 | 5  | 7  | 2 | 7 | 1 | 0 | 0 | 36 | 8  |
| Atlético Mineiro · Brasil                                                                                            | 1.ª           | 2015          | 22 | 3  | 14 | 3 | 0 | 0 | 5 | 1 | 41 | 7  |
| Atlético Mineiro · Brasil                                                                                            | 1.ª           | 2016          | 16 | 2  | 1  | 0 | 1 | 0 | 3 | 3 | 21 | 5  |
| Atlético Mineiro · Brasil                                                                                            | Total club    | Total club    | 61 | 10 | 22 | 5 | 8 | 1 | 8 | 4 | 99 | 20 |
| Total carrera | Total carrera | Total carrera | 61 | 10 | 22 | 5 | 8 | 1 | 8 | 4 | 99 | 20 |
| (1)Incluidos los datos de la Copa de Brasil (2014, 2016) (2)Incluidos los datos de la Copa Libertadores (2015, 2016) |               |               |    |    |    |   |   |   |   |   |    |    |

## Palmarés

### Títulos nacionales
| Título         | Club             | País   | Año  |
| -------------- | ---------------- | ------ | ---- |
| Copa de Brasil | Atlético Mineiro | Brasil | 2014 |

### Títulos regionales
| Título             | Club             | Estado       | Año  |
| ------------------ | ---------------- | ------------ | ---- |
| Campeonato Mineiro | Atlético Mineiro | Minas Gerais | 2015 |
| Campeonato Mineiro | Atlético Mineiro | Minas Gerais | 2016 |